# Semtěš
Semtěš är en ort i Tjeckien.   Den ligger i regionen Mellersta Böhmen, i den centrala delen av landet, 80 km öster om huvudstaden Prag. Semtěš ligger 277 meter över havet och antalet invånare är 264.
Terrängen runt Semtěš är huvudsakligen platt, men åt sydost är den kuperad. Runt Semtěš är det ganska glesbefolkat, med 42 invånare per kvadratkilometer. Närmaste större samhälle är Kutná Hora, 17,6 km väster om Semtěš. Omgivningarna runt Semtěš är en mosaik av jordbruksmark och naturlig växtlighet.